# Johannes Blokland
Johannes Blokland (n. 5 martie 1943, Oegstgeest, Olanda de Sud, Țările de Jos) este un om politic neerlandez, membru al Parlamentului European în perioada 1999-2004 din partea Țărilor de Jos.
1. ↑  Deputații în Parlamentul European